# St. Agatha (Siddessen)

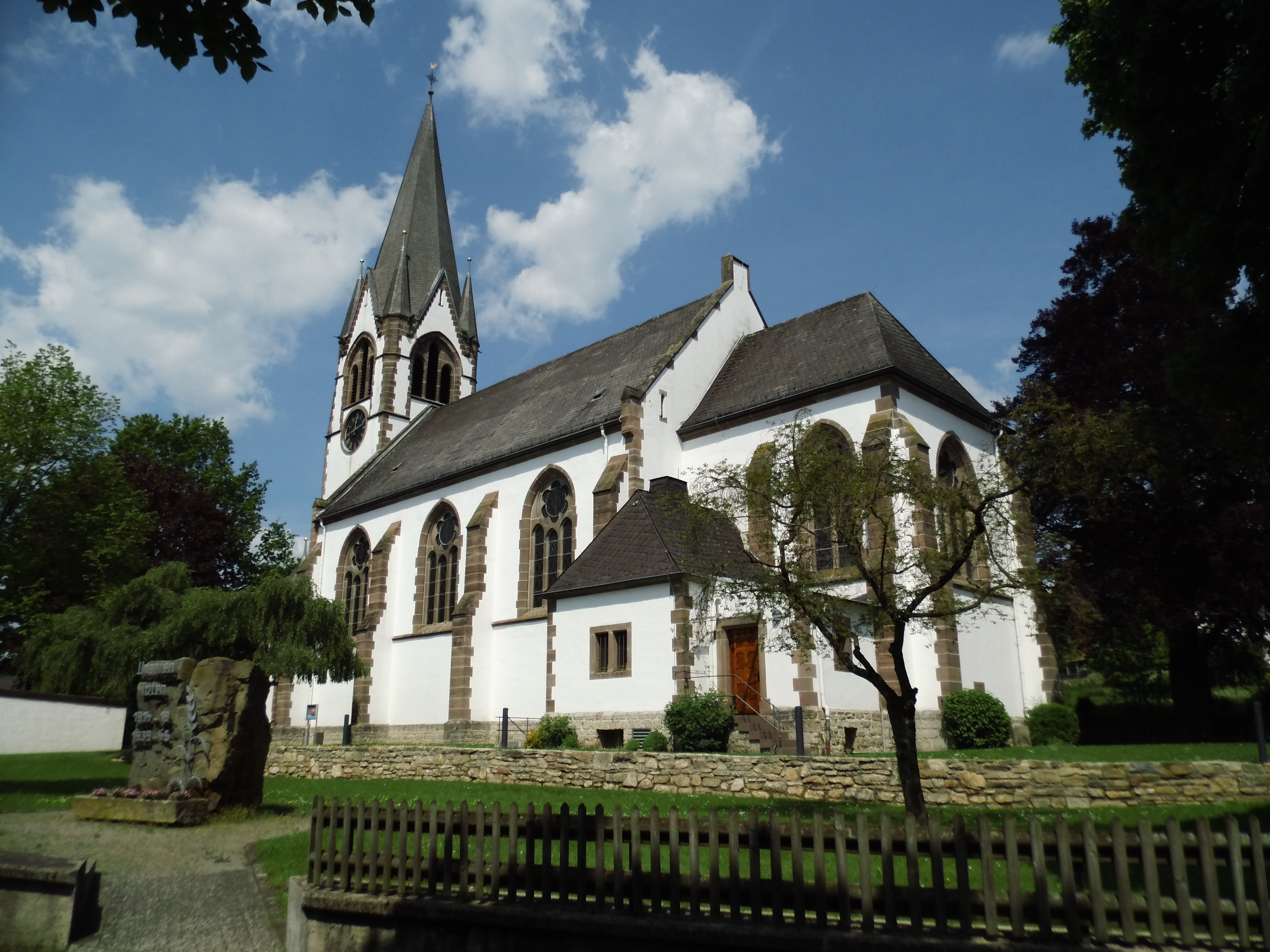
Siddessen, St. Agatha

Die römisch-katholische, denkmalgeschützte Kirche St. Agatha steht in Siddessen, einem Gemeindeteil der Stadt Brakel im Kreis Höxter von Nordrhein-Westfalen. Die Kirche gehört zum Pastoralverbund Nethegau im Dekanat Höxter des Erzbistums Paderborn.

## Beschreibung
Die Saalkirche wurde 1908 aus weiß verputzten Bruchsteinen gebaut. Sie besteht aus einem Langhaus aus drei Jochen, das mit einem Satteldach bedeckt ist, einem eingezogenen, gerade geschlossenen Chor im Osten mit der Sakristei an der Südwand, und einem Fassadenturm im Westen, der mit einem achtseitigen, spitzen Helm bedeckt ist. Zwischen den Strebepfeilern des Langhauses und des Chors befinden sich Maßwerkfenster. Der Innenraum ist mit einem Kreuzrippengewölbe überspannt. Vor dem Chorbogen stehen die Seitenaltäre, die Maria und Josef geweiht sind. Gegenüber dem Hochaltar im Chor steht die Orgel auf einer Empore. Die Kanzel und ihr Schalldeckel befinden sich an der Nordwand des Langhauses, der Beichtstuhl an der Südwand.